# Avraham Tory
Pour les articles homonymes, voir Golub et Tory (homonymie).
Avraham Tory (de son nom de naissance Avraham Golub) est un juriste et résistant juif né le 10 décembre 1909 à Lazdijai en Lituanie, qui fait à l'époque partie de l'Empire russe et mort à Tel Aviv le 24 février 2002. Il est principalement connu pour le journal qu'il a tenu pendant la Seconde Guerre mondiale et qui a permis, dans les années 1980, la condamnation de plusieurs anciens SS et du maire collaborateur de la ville de Kaunas.

## Biographie
Son père a une formation de rabbin mais gagne sa vie comme homme d'affaires. Le jeune homme fait des études de droit à l'université de Kaunas et à celle de Pittsburgh. Il participe à la vie politique et sociale de la communauté juive de Kaunas alors capitale de la Lituanie nouvellement indépendante et s'engage dans différents mouvements sionistes. Il obtient ses diplômes d'avocat et de juge en 1933 mais en tant que juif, il lui est impossible d'exercer comme juge en Lituanie tant l'antisémitisme y est grand dans les instances gouvernementales comme dans la population. Grâce à un ami non-juif, il peut travailler pour la justice lituanienne mais seulement comme assistant. Il devient ensuite l'assistant d'un professeur de droit civil juif à l'université.  
En 1939, au début de la guerre, près de 38 000 juifs vivent à Kaunas. La communauté possède quatre quotidiens en yiddish, ses écoles juives qui enseignent en hébreu ou en yiddish et une activité sioniste intense. L'occupation soviétique en 1940 met fin à toutes ces activités. Tory se cache car il se sait menacé d'arrestation et de déportation en Sibérie pour ses activités sionistes. Quand les Nazis prennent le contrôle de la ville en juin 1941, les unités de tuerie mobiles, les sinistres SS Einsatzgruppen favorisent le développement d'un pogrom de la part de la population civile de la ville. 3 800 victimes juives sont à déplorer. C'est à ce moment-là qu'Avraham Tory commence à rédiger son journal en yiddish, journal qu'il tient jusqu'en janvier 1944.
Comme partout ailleurs, les juifs de Kaunas doivent choisir un conseil juif qui servira de courroie de transmission avec les autorités d'occupation allemandes et élire un président parmi eux. C'est le physicien Elchanan Elkes qui est choisi. Avraham est choisi comme secrétaire du conseil. À ce titre il a accès aux décrets imposés par les nazis, aux réunions secrètes ou non du Judenrat, qu'il consigne à l'insu des autres membres dans son journal. Il note la complicité criminelle entre les nazis et les civils lituaniens maintenus au pouvoir par l'occupant. Sa chronique est rédigée avec l'aide de Pnina Sheinzon à qui il dicte le texte et qui cache le journal chez elle. Il encourage aussi les photographes et les peintres du ghetto de Kovno à témoigner par l'image des massacres perpétrés par les nazis. Parallèlement, il participe à la fondation du Matzok, un mouvement de résistance sioniste dont il devient rapidement un des dirigeants.   
En mars 1944, Tory parvient à s'échapper du ghetto avec Pnina Sheinzon qu'il épouse. Il se cache pendant plusieurs mois dans le petit village de Vir Galalai. Après la libération de Kaunas, il retourne dans ce qu'il reste du ghetto. Il retrouve trois des cinq carnets sur lesquels il avait écrit son journal qu'il confie à une amie qui le lui fera parvenir plus tard. Il quitte alors la Lituanie et parvient à rejoindre la Palestine en 1947. Il devient avocat dans le jeune État d'Israël. En 1950, il demande le changement de son nom de Golub en Tory. 
En décembre 1982, il est appelé à témoigner à Tampa en Floride. Kazys Paulciaskas, nommé maire de Kaunas en 1941 avait collaboré avec les Allemands aux meurtres de milliers de Juifs. Il apporte son journal au procès, ce qui permet de confondre l'ancien maire. Puis, toujours grâce à son journal, il témoigne au procès d'Helmut Rauca, officier de la gestapo, responsable des affaires juives de Kaunas de 1941 à 1943 et qui avait trouvé refuge au Canada en cachant son sinistre passé. Tory peut ainsi démontrer que Rauca a ordonné la « grande action » du 28 octobre 1941, durant laquelle plus de 10 000 juifs furent assassinés par les SS. Tory peut même présenter un document de l'époque signé par Rauca qui niait pourtant avoir été à Kaunas pendant la seconde guerre mondiale. 
Son journal Surviving the Holocaust: The Kovno Getto Diary, est publié en 1991 en anglais. Il a servi de base à un film documentaire : Kovno Ghetto: A Buried History.  Le manuscrit de son journal est aujourd'hui conservé à Yad Vashem à Jérusalem. Avraham Tory est mort à l'âge de 92 ans le 24 février 2002.